# 圖姆恰河

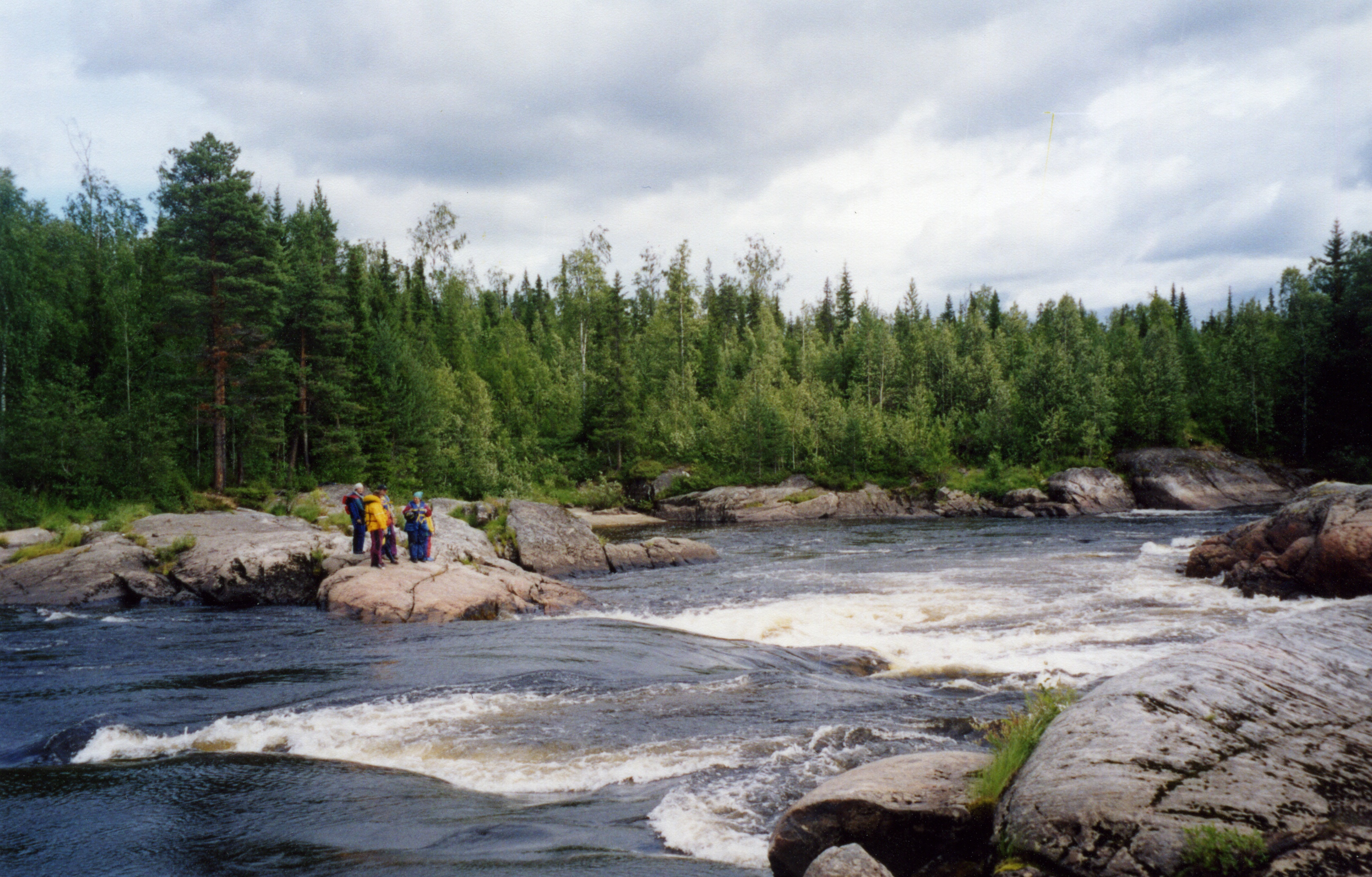

圖姆恰河是俄羅斯的河流，位於科拉半島南部，由摩爾曼斯克州負責管轄，河道全長20公里，流域面積5,240平方公里，由庫察約基河和通察約基河匯流而成。